# Columbea
Columbea é um clado que contém aves dos grupos Columbiformes (pombos e rolas), Pteroclididae, Mesitornithidae e Mirandornithes (flamingos e mergulhões), descoberto através de análise genética.